# 三翁神社
三翁神社（さんのうじんじゃ）は広島県廿日市市宮島町（厳島）に鎮座する嚴島神社の摂社である。

## 祭神
当神社は3殿から成り、中央殿に大綿津見神、安徳天皇、佐伯鞍職、二位尼、所翁（ところのおきな）、岩木翁（いわきのおきな）を、向かって右の左殿に大己貴神、猿田彦神、向かって左の右殿に御子内侍（みこのないし）、徳寿内侍（とくじゅのないし）、竹林内侍（ちくりんのないし）の各祖神を祀る。
佐伯鞍職は安芸国の豪族で佐伯翁とも称される。所領は近年まで佐伯郡と呼ばれており、現在の広島県広島市西区己斐以西、同市佐伯区・安佐南区、廿日市市、大竹市、北広島町にも及んでいる。鞍職の生年と没年は古代のため不明だが、海上交通の要衝であった廿日市市折敷畑に守護神となる速谷神社を、同じく海上交通の要であった厳島に守護神となる嚴島神社をそれぞれ建立したと伝わる。鞍職の嚴島創建については、伊都伎島、『平家物語』、『源平盛衰記』等に記録されている。なお、神武天皇の東征において、佐伯氏は隼人の久米部の兵と共に抜群の功をたてたと伝わっている。
所翁は鞍職が部下を伴って大野瀬戸で遊猟していた時、西から紅の帆を掲げた船が来航し、その船の者が鞍職の部下のところに来たので部下が「お前は何者か」と問うと「私は所（この付近）の者です」と答えたといい、この部下の事という（厳島神社刊「伊都伎島」）。なお、所の翁の末裔は所姓を名乗り広島県大竹市の大瀧神社の神主家を継いでいる。
岩木翁（盤木翁）は市杵島媛命が宮島に鎮座した時、五烏 (神烏)が廿日市市上平良村に光臨し、岩礁の上留まって村の主であった岩木翁に神懸かりした為に10歩の土地を寄進して神鳥を祀る祠を建てた人物という。岩木翁は磐木権現として権現山(現在の速谷神社境内の飛び地)に磐木権現宮が建立され鎮座すると伝えるが(宮島町刊『厳島道芝記 全』）、磐木権現宮は速谷神社の鎮座以前の地主神であり速谷神社本殿西の境内にも岩木神社として分祀されたという。なお、磐木権現宮は、速谷神社入口の鳥居の西南約200メートルの丘(権現山)に鎮座している。

## 歴史
平安時代末に平清盛が近江国の山王社から勧請したものと伝えられ、当初は山王社と称された。

## 雑記
- 広島県安芸郡府中町に鎮座する三翁神社も当初は山王社と呼ばれており、同町にあった角振社（祭神は角振隼総明神で、天文年間に崩壊し、末社の山王社に合祀された）が末社として宮島の山王社を勧請したものである。